# Super Bowl XXV
O Super Bowl XXV foi a partida que decidiu a temporada de 1990 da NFL, realizada no Tampa Stadium, em Tampa, Flórida, no dia 27 de janeiro de 1991.
O jogo foi iniciado após uma performance história do "The Star-Spangled Banner" por Whitney Houston e a Orquestra da Flórida. O músico de jazz John Clayton fez os arranjos do hino. A ABC, que transmitiu a partida nos Estados Unidos, não transmitiu o show do intervalo (que foi feita pelo New Kids on the Block). Ao invés disso, a rede transmitiu um especial na ABC News tendo como âncora Peter Jennings sobre o progresso da Guerra do Golfo, em seguida, exibiu o show do intervalo em atraso de fita após o jogo.
Os Bills e seu ataque explosivo estavam chegando ao seu primeiro Super Bowl após uma temporada regular de treze vitórias e três derrotas e lideraram a liga com 428 pontos marcados no total. Para avançar ao Super Bowl, os Giants também tinham vencido treze partidas no ano, mas tinham um ataque que visava mais controlar a posse de bola e sua defesa permitiram apenas 211 pontos, a melhor marca da liga. O Super Bowl XXV foi a primeira grande final a ter dois times do mesmo estado, mesmo que os Giants tecnicamente jogassem em Nova Jersey.
O jogo ficou conhecido pelo erro do placekicker Scott Norwood dos Bills, que não conseguiu acertar um field goal nos segundos finais, quando a bola foi muito para a direita das traves (dando ao jogo seu apelido de Wide Right Game). Os Bills voltariam ao Super Bowl nos três anos seguintes e perderam todos. O jogo se tornou o único Super Bowl a ser decidido por um ponto e o primeiro Super Bowl em que nenhum dos times cometeu um turnover. Os Giants conseguiram um recorde do Super Bowl de maior tempo total de posse de bola, sendo de 40 minutos e 33 segundos. Os Giants superaram um déficit de pontos de 12 a 3 no segundo quarto e fizeram um touchdown após um drive de 75 jardas que consumiu 9:29 minutos do relógio, um outro recorde do Super Bowl. O running back Ottis Anderson, de New York, carregou a bola 21 vezes para 102 jardas e marcou um touchdown, sendo nomeado MVP do Super Bowl. Ele foi o primeiro premiado a receber o recém-nomeado "Troféu Pete Rozelle" (nome em honra ao antigo comissário da liga, Pete Rozelle). Anderson também teve uma recepção para sete jardas. A NFL lista esta partida como um dos 100 Melhores Jogos de todos os tempos, no número dez.

## Pontuações
1º Quarto
- NYG - FG: Matt Bahr, 28 jardas 3-0 NYG
- BUF - FG: Scott Norwood, 23 jardas 3-3 empate

2º Quarto
- BUF - TD: Don Smith, corrida de 1 jarda (ponto extra: chute de Scott Norwood) 10-3 BUF
- BUF - Safety: Jeff Hostetler derrubado (sack) na end zone por Bruce Smith 12-3 BUF
- NYG - TD: Stephen Baker, passe de 14 jardas de Jeff Hostetler (ponto extra: chute de Matt Bahr) 12-10 BUF

3º Quarto
- NYG - TD: Ottis Anderson, corrida de 1 jarda (ponto extra: chute de Matt Bahr) 17-12 NYG

4º Quarto
- BUF - TD: Thurman Thomas, corrida de 31 jardas (ponto extra: chute de Scott Norwood) 19-17 BUF
- NYG - FG: Matt Bahr, 21 jardas 20-19 NYG

## Estatísticas do jogo
Fonte: NFL.com Super Bowl XXV
|                                          | New York Giants | Buffalo Bills |
| ---------------------------------------- | --------------- | ------------- |
| Primeiras Descidas - TOTAL               | 24              | 18            |
| Primeiras Descidas - Jogo Terrestre      | 10              | 8             |
| Primeiras Descidas - Jogo Aéreo          | 13              | 9             |
| Primeiras Descidas - Faltas              | 1               | 1             |
| Eficiência em Terceiras Descidas         | 9/16            | 1/8           |
| Eficiência em Quartas Descidas           | 0/1             | 0/0           |
| Jardas Terrestres                        | 172             | 166           |
| Tentativas de Jogo Terrestre             | 39              | 25            |
| Jardas por Tentavia                      | 4.4             | 6.6           |
| Jogo Aéreo - Passes completos/tentativas | 20/32           | 18/30         |
| Qtde Sack - Jardas                       | 2–8             | 1–7           |
| Interceptações Lançadas                  | 0               | 0             |
| Jardas Aéreas                            | 214             | 205           |
| Total de Jardas                          | 386             | 371           |
| etornos de Punt - Jardas                 | 2–37            | 0–0           |
| Retornos de Kickoff - Jardas             | 3–48            | 6–114         |
| Interceptações - Jardas Retornadas       | 0–0             | 0–0           |
| Punts - Média de Jardas                  | 4–43.8          | 6–38.8        |
| Fumbles - Perdidos                       | 0–0             | 1–0           |
| Faltas - Jardas Perdidas                 | 5–31            | 6–35          |
| Tempo de Posse de Bola                   | 40:33           | 19:27         |
| Bolas Perdidas                           | 0               | 0             |

### Estatísticas individuais
| Giants - Lançando Passes  | Giants - Lançando Passes | Giants - Lançando Passes | Giants - Lançando Passes | Giants - Lançando Passes |
|                           | C/Ten1                   | Jarda                    | TD                       | INT                      |
| ------------------------- | ------------------------ | ------------------------ | ------------------------ | ------------------------ |
| Jeff Hostetler            | 20/32                    | 222                      | 1                        | 0                        |
| Giants - Jogo Terrestre   |                          |                          |                          |                          |
|                           | Car2                     | Jarda                    | TD                       | LG3                      |
| Ottis Anderson            | 21                       | 102                      | 1                        | 24                       |
| Dave Meggett              | 9                        | 48                       | 0                        | 17                       |
| Maurice Carthon           | 3                        | 12                       | 0                        | 5                        |
| Jeff Hostetler            | 6                        | 10                       | 0                        | 5                        |
| Giants - Recebendo Passes |                          |                          |                          |                          |
|                           | Rec4                     | Jardas                   | TD                       | LG3                      |
| Mark Ingram               | 5                        | 74                       | 0                        | 22                       |
| Mark Bavaro               | 5                        | 50                       | 0                        | 19                       |
| Howard Cross              | 4                        | 39                       | 0                        | 13                       |
| Stephen Baker             | 2                        | 31                       | 1                        | 17                       |
| Dave Meggett              | 2                        | 18                       | 0                        | 11                       |
| Ottis Anderson            | 1                        | 7                        | 0                        | 7                        |
| Maurice Carthon           | 1                        | 3                        | 0                        | 3                        |

| Bills - Lançando Passes  | Bills - Lançando Passes | Bills - Lançando Passes | Bills - Lançando Passes | Bills - Lançando Passes |
|                          | C/Ten1                  | Jardas                  | TD                      | INT                     |
| ------------------------ | ----------------------- | ----------------------- | ----------------------- | ----------------------- |
| Jim Kelly                | 18/30                   | 212                     | 0                       | 0                       |
| Bills - Jogo Terrestre   |                         |                         |                         |                         |
|                          | Car2                    | Jardas                  | TD                      | LG3                     |
| Thurman Thomas           | 15                      | 135                     | 1                       | 31                      |
| Jim Kelly                | 6                       | 23                      | 0                       | 9                       |
| Kenneth Davis            | 2                       | 4                       | 0                       | 3                       |
| Jamie Mueller            | 1                       | 3                       | 0                       | 3                       |
| Don Smith                | 1                       | 1                       | 1                       | 1                       |
| Bills - Recebendo Passes |                         |                         |                         |                         |
|                          | Rec4                    | Jardas                  | TD                      | LG3                     |
| Andre Reed               | 8                       | 62                      | 0                       | 20                      |
| Thurman Thomas           | 5                       | 55                      | 0                       | 15                      |
| Kenneth Davis            | 2                       | 23                      | 0                       | 19                      |
| Keith McKeller           | 2                       | 11                      | 0                       | 6                       |
| James Lofton             | 1                       | 61                      | 0                       | 61                      |

1Passes Completos/Passes Tentados- 2Carregadas 3Maior Ganho 4Recepções de Passe